# Arlettys Acosta
Arlettys de la Caridad Acosta Herrera (25 de octubre de 1999) es una deportista cubana que compite en taekwondo.
Ganó dos medallas de bronce en los Juegos Panamericanos, en los años 2019 y 2023, y una medalla de oro en el Campeonato Panamericano de Taekwondo de 2024.

## Palmarés internacional
| Juegos Panamericanos    | Juegos Panamericanos    | Juegos Panamericanos | Juegos Panamericanos |
| Año                     | Lugar                   | Medalla              | Categoría            |
| ----------------------- | ----------------------- | -------------------- | -------------------- |
| 2019                    | Lima (Perú)             | Medalla de bronce    | –67 kg               |
| 2023                    | Santiago (Chile)        | Medalla de bronce    | Equipo               |
| Campeonato Panamericano |                         |                      |                      |
| Año                     | Lugar                   | Medalla              | Categoría            |
| 2024                    | Río de Janeiro (Brasil) | Medalla de oro       | –73 kg               |